# Équipe cycliste Philco
Philco est une équipe cycliste professionnelle italienne créée en 1960 et disparue à l'issue de la saison 1962.